# 塞内斯提·巴高索雷
塞内斯提·巴高索雷（英語：Théoneste Bagosora，1941年8月16日—2021年9月25日），卢旺达的军官，卢旺达种族灭绝主要杀戮者，后被卢旺达问题国际刑事法庭判处终身监禁。